# ロンドン大学ロイヤル・ホロウェイ
ロンドン大学ロイヤル・ホロウェイ（Royal Holloway, University of London、RHUL）は、ロンドン大学のカレッジ。キャンパスはロンドン近郊のサリー州エガム（Egham）にある。1879年に起業家であり慈善活動家のトーマス・ホロウェイによって創立され、1886年にヴィクトリア女王によって正式に開学された。大学名が「Royal」を冠しているのはそのためである。1900年にロンドン・スクール・オブ・エコノミクスと共にロンドン大学のカレッジに加盟した。
ロイヤルホロウェイは小規模のカレッジではあるが、世界130カ国から約11,700人以上の学生が集まり学んでいる。美しい校舎と学際教育が特徴。
多くの英国貴族が卒業している。またロンドン大学グループ内で最もスポーツが盛んな学校と言われている。
ダン・ブラウン著作の大ベストセラーダ・ヴィンチ・コードの登場人物フランス司法警察暗号解読官ソフィー・ヌヴーの母校でもある。

## 沿革
ロイヤルホロウェイは1879年に、軟膏などの薬を発明し成功したトマス・ホロウェイ（Thomas Holloway)によって創設された。当初は彼の妻の意向により、女性への高等教育を促すという理念の下、女学校として開設されたが、後に男女共学となった。
メインキャンパスであるFounder's Buildingは1881年に建築され、フランスにあるChâteau de Chambordという城をモデルにして作られた。大変美しいこの建物はロイヤルホロウェイの魅力の一つである。またFounder’s Buildingはアベンジャーズやファンタスティック・ビーストと魔法使いの旅など多くの映画のロケ地に採用されている。2017年に英国で最も美しい大学に選ばれた。
1900年にロンドン・スクール・オブ・エコノミクスと共にロンドン大学のカレッジに加盟した。
2008年にロンドン大学のカレッジセントジョージ医科大学との合併が発表されたが、2009年、中止が発表された。
2017年、アン王女により新しい図書館が開かれた。

## 学部

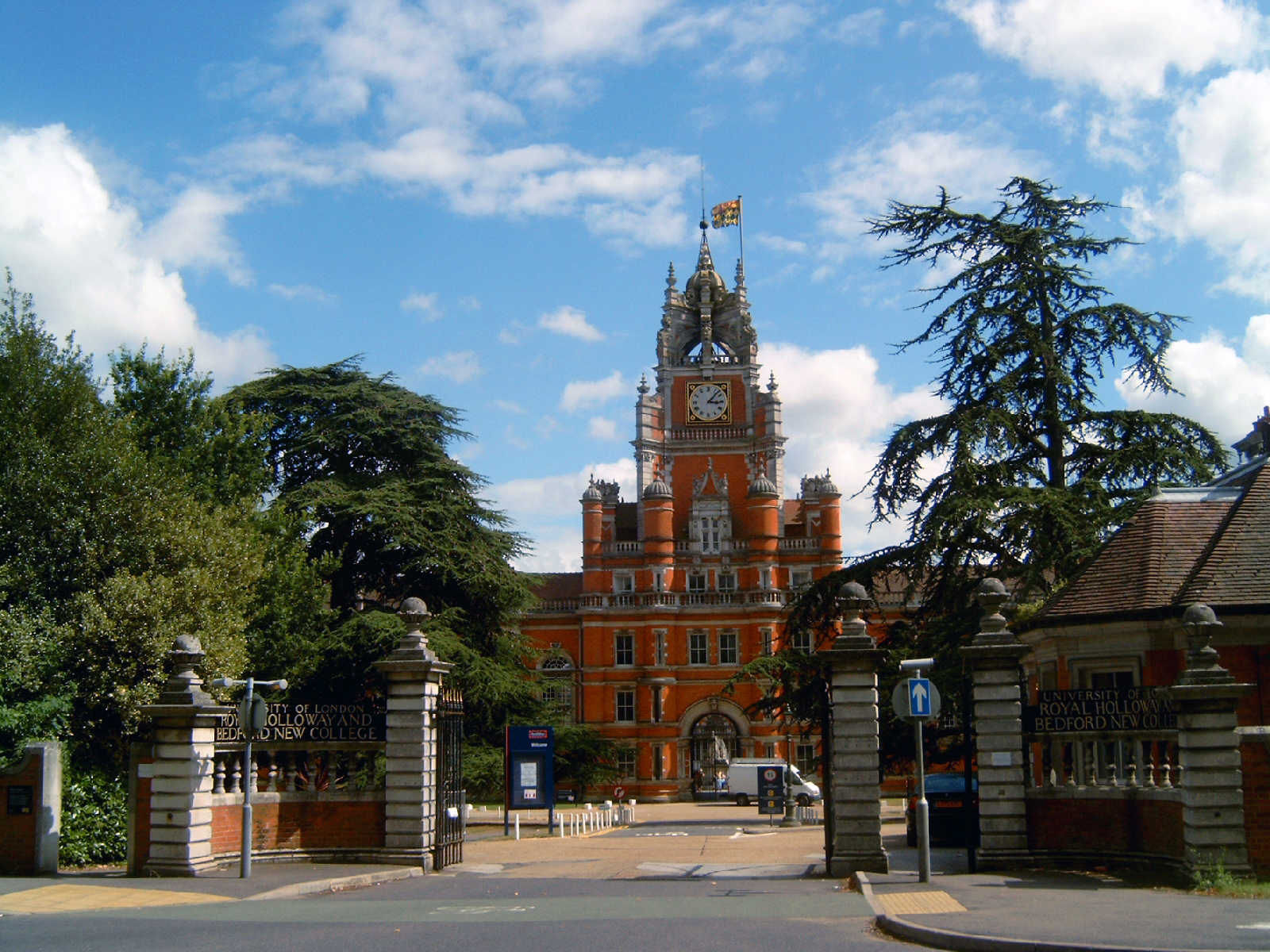
The Main Gate.

### 人文・社会科学学部
- クラシック
- ドラマ・演劇
- 英語
- ヨーロッパ研究
- 歴史
- メディア
- 近代言語、言語、文化
- 音楽
- 哲学
- 政治・国際関係
- 社会福祉

### 経営・経済・法学部
- 経営
- 経済
- 法律

### 理学部
- 生物
- コンピュータ
- 地政
- 地理
- セキュリティ・グループ
- 数学
- 物理
- 心理

## 評価
総合的な評価として、2022年度版のTHE世界大学ランキングにて301–350位、QS世界大学ランキングで308位と評価されている。
分野別の評価として 2016年版のTHE世界ランキングにて人文科学で世界59位、物理科学で81位、自然科学で89位、QS世界大学ランキングにて舞台芸術で世界14位と評価されている。

## 交換留学協定校
- オーストラリア: メルボルン大学, シドニー大学
- カナダ: トロント大学
- 香港: 香港大学
- 日本:東京大学, 慶應義塾大学, 早稲田大学
- シンガポール: シンガポール国立大学
- 韓国: 高麗大学校
- アメリカ合衆国: イェール大学,カリフォルニア大学,ボストン大学, ニューヨーク大学, テューレーン大学, マウント・ホリヨーク大学
- ニュージーランド: ヴィクトリア大学